# Chirita leei
Chirita leei är en tvåhjärtbladig växtart som beskrevs av F. Wen, Yue Wang och Q.X. Zhang. Chirita leei ingår i släktet Chirita och familjen Gesneriaceae. Inga underarter finns listade i Catalogue of Life.